# Comté de Richardson
Le comté de Richardson est un comté de l'État du Nebraska, aux États-Unis. Le nom de ce comté provient de l'ancien gouverneur territorial du Nebraska William Richardson.